# Cheikh Hassouna
Cheikh Hassouna (en arabe : شيخ حسونة), de son vrai nom Ali Ali-Khodja, est un chanteur algérien, né en 1896 à Constantine et mort en 1971. Il est l'un des grands maîtres du malouf algérien.

## Biographie
Ali Khodja-Ali, de son vrai nom, est né le 20 mai 1896 à Constantine. Il est issu d'une famille très versée dans la musique arabo-andalouse. Dès l'âge de dix ans, il suit les cours de l'école coranique. Il deviendra plus tard membre du conseil littéraire de Constantine (diwân). Il côtoie notamment Abdelhamid Ben Badis. Il était très suivi dans les mosquées où il psalmodiait et notamment à la Kattania. À l'age de 15 ans, il adhère à la confrérie des Hansala. 
C'est en fréquentant la confrérie rahmaniyya qu'il s'intéresse au malouf. Sous la conduite d'Abdelkrim Bestandji, il apprend l'exécution de trois noubas, du mode Deyl, Maya et Zidane. Toutefois, sa passion reste l'exécution des Istikhbarates (préludes chantés). Il parfait entre autres sa maîtrise du Zadjal et joue de plusieurs instruments traditionnels, mais il préfère plutôt la derbouka et utilise le târ pour les Zadjal. 
Recruté à l'âge de 11 ans au sein de la manufacture Bentchikou, il en est sorti en retraite en 1971 de la SNTA, après avoir occupé plusieurs postes de responsabilité. Durant la guerre de libération algérienne, il est emprisonné à deux reprises entre 1958 et 1959. En 1966, il effectue son pèlerinage à la Mecque et visite Jérusalem. 
Le cheikh Hassouna a contribué à la préservation et à la vulgarisation du malouf. Son empreint sur le genre est indélébile. Il a eu plusieurs disciples dont Abdelkader Toumi, Mohamed Tahar Fergani et Hamdi Benani. Par pudeur, il refusait à se produire devant les membres de sa famille. Ce n'est que sur l'insistance de son ami el Habib Hachelaf qu'il a dû accepter de faire partie du jury du premier festival national de musique andalouse en 1967. Il meurt le 4 décembre 1971 en son domicile à Constantine, à la suite d'une forte grippe.